# 沃尔特·雅各布·格林
沃尔特·雅各布·格林（德語：Walter Jakob Gehring，1939年3月20日—2014年5月29日），瑞士发育生物学教授，他曾经在巴塞尔大学担任教授。1965年，在苏黎世大学获得博士学位。2年后在耶鲁大学教授恩斯特·哈多恩、艾伦·盖伦下担任研究生院的研究助理。